# 스에츠기 코노하
스에츠기 코노하는 미확인으로 진행형에서 나오는 금발 고교생이다. 고등학교 3학년 수험생으로, 생일은 8월 28일이다.